# Крушчица (Ариље)
Крушчица је насеље у Србији у општини Ариље у Златиборском округу. Према попису из 2022. било је 255 становника.
У насељу се налази ОШ „Ратко Јовановић”

## Демографија
У насељу Крушчица живи 428 пунолетних становника, а просечна старост становништва износи 50,3 година (46,6 код мушкараца и 54,4 код жена). У насељу има 180 домаћинстава, а просечан број чланова по домаћинству је 2,63.
Ово насеље је скоро у потпуности насељено Србима (према попису из 2002. године), а у последња три пописа, примећен је пад у броју становника.
|  |

| Демографија | Демографија | Демографија |
| Година      | Становника  | Становника  |
| ----------- | ----------- | ----------- |
| 1948.       | 1.168       |             |
| 1953.       | 1.236       |             |
| 1961.       | 1.208       |             |
| 1971.       | 986         |             |
| 1981.       | 839         |             |
| 1991.       | 608         | 604         |
| 2002.       | 474         | 478         |

| Етнички састав према попису из 2002.‍ | Етнички састав према попису из 2002.‍ | Етнички састав према попису из 2002.‍ | Етнички састав према попису из 2002.‍ | Етнички састав према попису из 2002.‍ |
| ------------------------------------ | ------------------------------------ | ------------------------------------ | ------------------------------------ | ------------------------------------ |
|                                      |                                      |                                      |                                      |                                      |
| Срби                                 | Срби                                 |                                      | 472                                  | 99,57%                               |
| Хрвати                               | Хрвати                               |                                      | 1                                    | 0,21%                                |
| Словенци                             | Словенци                             |                                      | 1                                    | 0,21%                                |
| непознато                            | непознато                            |                                      | 0                                    | 0,0%                                 |

| Година пописа     | 1948. | 1953. | 1961. | 1971. | 1981. | 1991. | 2002. |
| ----------------- | ----- | ----- | ----- | ----- | ----- | ----- | ----- |
| Број домаћинстава | 222   | 227   | 242   | 240   | 219   | 206   | 180   |

| Број чланова      | 1  | 2  | 3  | 4  | 5  | 6 | 7 | 8 | 9 | 10 и више | Просек |
| ----------------- | -- | -- | -- | -- | -- | - | - | - | - | --------- | ------ |
| Број домаћинстава | 44 | 64 | 31 | 15 | 14 | 7 | 3 | 2 | 0 | 0         | 2,63   |

| Пол    | Укупно | Неожењен/Неудата | Ожењен/Удата | Удовац/Удовица | Разведен/Разведена | Непознато |
| ------ | ------ | ---------------- | ------------ | -------------- | ------------------ | --------- |
| Мушки  | 221    | 59               | 139          | 15             | 8                  | 0         |
| Женски | 210    | 14               | 138          | 52             | 6                  | 0         |
| УКУПНО | 431    | 73               | 277          | 67             | 14                 | 0         |

| Пол    | Укупно                    | Пољопривреда, лов и шумарство | Рибарство                            | Вађење руде и камена | Прерађивачка индустрија       |
| ------ | ------------------------- | ----------------------------- | ------------------------------------ | -------------------- | ----------------------------- |
| Мушки  | 160                       | 146                           | 0                                    | 0                    | 3                             |
| Женски | 122                       | 115                           | 0                                    | 0                    | 3                             |
| УКУПНО | 282                       | 261                           | 0                                    | 0                    | 6                             |
| Пол    | Производња и снабдевање   | Грађевинарство                | Трговина                             | Хотели и ресторани   | Саобраћај, складиштење и везе |
| Мушки  | 0                         | 1                             | 3                                    | 0                    | 4                             |
| Женски | 0                         | 0                             | 1                                    | 0                    | 0                             |
| УКУПНО | 0                         | 1                             | 4                                    | 0                    | 4                             |
| Пол    | Финансијско посредовање   | Некретнине                    | Државна управа и одбрана             | Образовање           | Здравствени и социјални рад   |
| Мушки  | 0                         | 0                             | 0                                    | 1                    | 0                             |
| Женски | 0                         | 0                             | 0                                    | 1                    | 1                             |
| УКУПНО | 0                         | 0                             | 0                                    | 2                    | 1                             |
| Пол    | Остале услужне активности | Приватна домаћинства          | Екстериторијалне организације и тела | Непознато            | Непознато                     |
| Мушки  | 0                         | 0                             | 0                                    | 2                    | 2                             |
| Женски | 0                         | 1                             | 0                                    | 0                    | 0                             |
| УКУПНО | 0                         | 1                             | 0                                    | 2                    | 2                             |